# Rhabdoplea
Rhabdoplea is een geslacht van rechtvleugeligen uit de familie veldsprinkhanen (Acrididae). De wetenschappelijke naam van dit geslacht is voor het eerst geldig gepubliceerd in 1893 door Karsch.

## Soorten
Het geslacht Rhabdoplea omvat de volgende soorten:
- Rhabdoplea angusticornis Uvarov, 1953
- Rhabdoplea callosa Uvarov, 1953
- Rhabdoplea munda Karsch, 1893